# Boucardicus curvifolius
Boucardicus curvifolius és una espècie de caragol terrestre pertanyent a la família Cyclophoridae.

## Hàbitat
Viu als boscos tropicals i subtropicals secs entre 200 i 540 m d'altitud.

## Distribució geogràfica
Es troba a Madagascar.

## Estat de conservació
Pateix la pèrdua del seu hàbitat natural.